# دانشگاه هنر و طراحی امیلی کار
دانشگاه هنر و طراحی امیلی کار (انگلیسی: Emily Carr University of Art and Design) یک مدرسه و دانشگاه هنری دولتی پس از متوسطه است که در ونکوور، بریتیش کلمبیا، کانادا واقع شده‌است. در سال ۱۹۲۵ به عنوان مدرسه هنرهای تزئینی و کاربردی ونکوور، به عنوان اولین مؤسسه اعطای مدرک در بریتیش کلمبیا که به‌طور خاص برای دانشجویان هنرهای تجسمی و هنرهای نمایشی ایجاد شده‌است، تأسیس شد.